# Daryl Szarenski
Daryl L. Szarenski, ameriški podčastnik in športni strelec, * 14. marec 1968, Saginaw, Michigan.
Szarenski je sodeloval na poletnih olimpijskih igrah leta 2000, leta 2004. in leta 2008 (strelstvo, prosta pištola)
Je član U.S. Army Marksmanship Unit.

## Življenjepis
Leta 1979 se je pričel ukvarjati s streljanjem. Zahvaljujoč uspehom na mladinskem nivoju je dobil športno (strelsko) štipendijo Tehniške univerze Tennesseeja, kjer je tekmoval v disciplini pištola in puška. Študij je nadaljeval na Univerzi Roger Williams.
Oktobra 1991 je vstopil v Kopensko vojsko ZDA; po končanem osnovnem in pehotnem urjenju je bil dodeljen U.S. Army Marksmanship Unit
V svoji športni karieri je Szarenski dosegel naslednje rezultate:
- bronasta medalja, pištola prosto, svetovni pokal Peking, 2008;
- srebrna medalja, pištola prosto, Panameriške igre 2008;
- 13. mesto, zračna pištola, Poletne olimpijske igre 2004;
- 15. mesto, pištola prosto, Poletne olimpijske igre 2004;
- 25. mesto, pištola prosto 50 mm, Poletne olimpijske igre 2000;
- zlata medalja, pištola prosto, Panameriške igre 2008;
- nacionalni prvak v prosti pištoli 1995, 1998, 1999, 2002, 2003;
- nacionalni podprvak v zračni pištoli 1995, 1998, 2003;
- nacionalni prvak v prosti pištoli 50 m 2000;
- nacionalni prvak v zračni pištoli 1993, 1994;
- nacionalni podprvak v prosti pištoli 1993, 1994;...[4]